# Gynoplistia leptacantha
Gynoplistia leptacantha är en tvåvingeart som beskrevs av Alexander 1959. Gynoplistia leptacantha ingår i släktet Gynoplistia och familjen småharkrankar. Inga underarter finns listade i Catalogue of Life.